# Phú Hiệp, Tam Nông (Đồng Tháp)
Phú Hiệp là một xã thuộc huyện Tam Nông, tỉnh Đồng Tháp, Việt Nam.

## Địa lý
Xã Phú Hiệp nằm ở phía bắc huyện Tam Nông, có vị trí địa lý:
- Phía đông giáp xã Phú Đức và xã Tân Công Sính
- Phía tây giáp xã Phú Thành B
- Phía nam giáp xã Phú Thọ và xã Phú Đức
- Phía bắc giáp huyện Tân Hồng.

Xã có diện tích 5022 km², dân số năm 1999 là 7.180 người, mật độ dân số đạt 143 người/km².

## Lịch sử
Quyết định số 13-HĐBT ngày 23 tháng 02 năm 1983 của Hội đồng Bộ trưởng, xã Phú Hiệp thuộc huyện Tam Nông, tỉnh Đồng Tháp.